# Милян Говедариця
Милян Говедариця (босн. Miljan Govedarica, нар. 26 травня 1994, Сараєво, Боснія і Герцеговина) — боснійський футболіст, лівий вінгер.

## Клубна кар'єра

### «Доні Срем»
Народився в Сараєво. Футболом розпочав займатися в «Славії». 23 липня 2013 року підписав контракт з «Доні Срем». У футболці клубу дебютував 26 жовтня 2013 року в матчі Суперліги Сербії проти «Нові Пазара» (1:0). 

### «Славія» (Сараєво)
30 липня 2014 року повернувся до «Славії». Дебютував за столичну команду 2 серпня 2014 року в поєдинку Прем'єр-ліги проти «Зриньські» (Мостар) (0:0). Дебютним голом за «Славію» відзначився 23 серпня 2014 року в матчі чемпіонату проти «Вітеза» (0:5).

### «Слобода» (Тузла)
1 серпня 2015 року перейшов зі «Славії» до «Слободи» (Тузла). У новій команді дебютував 25 липня 2015 року в поєдинку Прем'єр-ліги проти «Челіка» (Зениця) (1:0). У сезоні 2015/16 років допоміг команді стати срібним призером Прем'єр-ліги. 30 червня 2016 року дебютував у матчі кваліфікації Ліги Європи проти «Бейтара» (Єрусалим) (0:0).

### «Олімпік» (Сараєво)
Після відходу зі «Слободи», 8 лютого 2017 року перейшов в «Олімпік» (Сараєво). За нову команду дебютував 25 лютого 2017 року в поєдинку Прем'єр-ліги проти «Радника» (Бієліна) (2:0). Дебютним голом за столичний клуб відзначився 8 квітня 2017 року в поєдинку національного чемпіонату проти «Младості» (Добой) (2:2). 

### «Славія» (Сараєво)
21 серпня 2017 року знову став гравцем «Славії» (Сараєво). Дебютував за столичну команду 26 серпня 2017 року в поєдинку Першої ліги Республіки Сербської проти «Козари» (Градішка) (1:1). Першим голом за «Славію» відзначився 23 вересня 2017 року в матчі національного чемпіонату проти «Слободи» (Мрконьїч Град) (1:0). 

### «Звієзда 09»
1 січня 2018 року перейшов у «Звієзду 09». У новій команді дебютував 17 березня 2018 року в поєдинку Першої ліги Республіки Сербської проти «Слоги» (Добой) (0:2), в якому відзначився своїм першим голом за «Звієзду 09». Говедариця допоміг команді виграти Першу лігу Республіки Сербської 2017/18 та завоювати путівку до Прем'єр-ліги Боснії і Герцеговини. У Прем'єр-лізі дебютував за «Звієзду 09» 21 липня 2018 року в матчі проти «Младості» (Добой) (0:0). Першим голом за команду у вищому дивізіоні Боснії відзначився 29 серпня 2018 року в матчі проти «Зриньські» (Мостар) (5:2). 29 травня 2019 року, по завершенні терміну дії контракту, залишив команду.

### «Зриньські» (Мостар)
11 червня 2019 року Милян підписав 2-річний контракт із «Зриньські» (Мостар). Дебютував за нову команду та відзначився першим голом 11 липня 2019 року в переможному (3:0) поєдинку першого кваліфікаційного раунду Ліга Європи УЄФА 2019/20 проти «Академії Пандєва». Дебютував за «Зриньські» в еліті боснійського футболу 21 липня 2019 року в програному (0:1) виїзному поєдинку проти «Сараєво». Дебютним голом за команду в Прем'єр-лізі відзначився 24 серпня 2019 року в переможному (4:0) домашньому поєдинку проти «Бораца» (Баня-Лука). У червні 2021 року залишив «Зринські».

### «Кривбас» (Кривий Ріг)
28 червня 2021 року уклав договір з «Кривбасом», ставши першим легіонером в історії відродженого клубу. У футболці криворізького клубу дебютував 7 серпня 2021 року в переможному (2:1) виїзному поєдинку 3-го туру Першої ліги України проти криворізького «Гірника-Спорту». Милян вийшов на поле на 65-ій хвилині, замінивши Романа Дебелка, а на 90+3-ій хвилині відзначився першим голом у новій команді, який приніс їй перемогу.

## Кар'єра в збірній
Завдяки впевненій грі на початку Прем'єр-ліги Боснії і Герцеговини 2014/15 отримав перший виклик від головного тренера молодіжної збірної Боснії і Герцеговини Владо Ягодича. Дебютував за молодіжну команду 8 вересня 2014 року в поєдинку проти однолітків з Угорщини. У період з 2014 по 2016 рік провів 3 поєдинки за молодіжну збірну Боснії і Герцеговини.

## Статистика виступів

### Клубна
(Станом на 6 лютого 2021)
| Клуб                | Сезон             | Ліга                              | Ліга  | Ліга | Нац. кубок | Нац. кубок | Єврокубки | Єврокубки | Загалом | Загалом |
| Клуб                | Сезон             | Ліга                              | Матчі | Голи | Матчі      | Голи       | Матчі     | Голи      | Матчі   | Голи    |
| ------------------- | ----------------- | --------------------------------- | ----- | ---- | ---------- | ---------- | --------- | --------- | ------- | ------- |
| «Доні Срем»         | 2013/14           | Суперліга Сербії                  | 4     | 0    | 1          | 0          | –         | –         | 5       | 0       |
| «Доні Срем»         | Загалом           | Загалом                           | 4     | 0    | 1          | 0          | 0         | 0         | 5       | 0       |
| «Славія» (Сараєво)  | 2014/15           | Прем'єр-ліга Боснії і Герцеговини | 24    | 2    | 1          | 0          | –         | –         | 25      | 2       |
| «Славія» (Сараєво)  | Загалом           | Загалом                           | 24    | 2    | 1          | 0          | 0         | 0         | 25      | 2       |
| «Слобода» (Тузла)   | 2015/16           | Прем'єр-ліга Боснії і Герцеговини | 15    | 0    | 2          | 0          | –         | –         | 17      | 0       |
| «Слобода» (Тузла)   | 2016/17           | Прем'єр-ліга Боснії і Герцеговини | 14    | 0    | 2          | 0          | 2         | 0         | 18      | 0       |
| «Слобода» (Тузла)   | Загалом           | Загалом                           | 29    | 0    | 4          | 0          | 2         | 0         | 35      | 0       |
| «Олімпік» (Сараєво) | 2016/17           | Прем'єр-ліга Боснії і Герцеговини | 10    | 2    | 0          | 0          | –         | –         | 10      | 2       |
| «Олімпік» (Сараєво) | Загалом           | Загалом                           | 10    | 2    | 0          | 0          | 0         | 0         | 10      | 2       |
| «Славія» (Сараєво)  | 2017/18           | Перша ліга РС                     | 12    | 6    | 0          | 0          | –         | –         | 12      | 6       |
| «Славія» (Сараєво)  | Загалом           | Загалом                           | 12    | 6    | 0          | 0          | 0         | 0         | 12      | 6       |
| «Звієзда 09»        | 2017/18           | Перша ліга РС                     | 7     | 6    | 1          | 0          | –         | –         | 8       | 6       |
| «Звієзда 09»        | 2018/19           | Прем'єр-ліга Боснії і Герцеговини | 21    | 6    | 1          | 0          | –         | –         | 22      | 6       |
| «Звієзда 09»        | Загалом           | Загалом                           | 28    | 12   | 2          | 0          | 0         | 0         | 30      | 12      |
| «Зриньські»         | 2019/20           | Прем'єр-ліга Боснії і Герцеговини | 11    | 3    | 1          | 0          | 6         | 3         | 18      | 6       |
| «Зриньські»         | 2020/21           | Прем'єр-ліга Боснії і Герцеговини | 13    | 0    | 1          | 1          | 2         | 0         | 16      | 1       |
| «Зриньські»         | Загалом           | Загалом                           | 24    | 3    | 2          | 1          | 8         | 3         | 34      | 7       |
| Усього за кар'єру   | Усього за кар'єру | Усього за кар'єру                 | 131   | 25   | 10         | 1          | 10        | 3         | 151     | 29      |

### У збірній

#### По роках
| Прапорець                   | Рік     | Матчі | Голи |
| --------------------------- | ------- | ----- | ---- |
| Боснія і Герцеговина (U-21) |         |       |      |
| 2014                        | 1       | 0     |      |
| 2016                        | 2       | 0     |      |
| Загалом                     | Загалом | 3     | 0    |

#### По матчах
| Матчі та голи в збірній | Матчі та голи в збірній | Матчі та голи в збірній | Матчі та голи в збірній     | Матчі та голи в збірній     | Матчі та голи в збірній | Матчі та голи в збірній | Матчі та голи в збірній |
| №                       | Дата                    | Місце                   | Господар                    | Гості                       | Рахунок                 | Гол                     | Змагання                |
| ----------------------- | ----------------------- | ----------------------- | --------------------------- | --------------------------- | ----------------------- | ----------------------- | ----------------------- |
| 1.                      | 08.09.2014              | Сараєво                 | Боснія і Герцеговина (U-21) | Угорщина (U-21)             | 1:4                     |                         | квал. ЧЄ (U-21) 2015    |
| 2.                      | 25.03.2016              | Нур-Султан              | Казахстан (U-21)            | Боснія і Герцеговина (U-21) | 0:0                     |                         | квал. ЧЄ (U-21) 2015    |
| 3.                      | 03.06.2016              | Баку                    | Азербайджан (U-21)          | Боснія і Герцеговина (U-21) | 0:0                     |                         | Товариський матч        |

## Досягнення
«Слобода» (Тузла)
- Прем'єр-ліга Боснії і Герцеговини
  -  Срібний призер (1): 2015/16

- Кубок Боснії і Герцеговини
  -  Фіналіст (1): 2015/16

«Звієзда 09»
- Перша футбольна ліга Республіки Сербської
  -  Чемпіон (1): 2017/18